# Témpano
Témpano – wenezuelska grupa muzyczna istniejąca od 1977 i grająca rock progresywny. 
Pierwsza płyta Atabal Yémal (1979) zawierała w większości instrumentalny rock, inspirowany jazzem i muzyką ludową Ameryki Południowej. Albumy z lat 80., nagrane w różnych składach, reprezentowały muzykę pop. W 1998 zespół reaktywował się, aby wydać ponownie Atabal Yémal (z dodatkowymi nagraniami), a następnie nagrywał kolejne płyty utrzymane w stylistyce rocka progresywnego.

## Dyskografia
- Atabal Yémal (1979)
- Pesadilla sin Final / (Endless Nightmare) (1981)
- En Reclamación (1983)
- Seducción Subliminal (1984)
- Témpano (1987)
- El Tercer Lado (1989)
- El Fin de la Infancia (Childhood's End) (2000)
- The Agony & The Ecstasy (2002)
- Selective Memory (2008)
- Nowhere Now Here (2016)